# 梨花女子高等学校
梨花女子高等学校（朝: 이화여자고등학교、英: Ewha Girls' High School）は、韓国ソウル特別市中区に所在する私立高等学校。朝鮮・韓国で最初の女学校として創設された。

## 概要
校内に、三・一独立運動（1919年）の活動家、柳寛順の記念館がある。2005年この柳寛順記念館で「三・一節記念式典」が開かれたが、民間地で初の開催となった。なお、柳は1916年（大正5年）給費生として入学している。

## 沿革

### 朝鮮・大韓帝国の時代
- 1886年 - 3月31日、米国のメソジスト派宣教師メアリー・F・スクラントンが初めて韓国人女子教育の塾「洋国館」を設立。最初の学生は1名で、朝鮮語、英語、聖書を教えた
- 1887年 - 大韓帝国初代皇帝（当時李氏朝鮮王朝第26代国王）高宗により「梨花學堂」（イファ・ハクタン、이화학당）と命名
- 1904年 - 中学科（4年制）設置
- 1908年 - 中学科の第1回卒業式

### 日本による統治時代
- 1910年（明治43年） - 大学科（4年制）設置
- 1918年（大正7年）2月 - 学則の変更により、中学科を「梨花女子高等普通学校」（3年制、12歳以上）に改称し、小学校に相当する部分を「梨花女子普通学校」（4年制、8歳以上）として分離・開校
- 1922年 - 第二次朝鮮教育令により、女子高等普通学校を4年制に、普通学校を6年制に変更
- 1925年 - 4月24日、専門学校令により、梨花学堂大学科は「梨花女子専門學校」（이화여자전문학교）（梨花女専。4年制）に改称、朝鮮総督府から認可（現在の梨花女子大学校）
- 1928年（昭和3年）2月 - 朝鮮総督府告示第55号により、梨花女専の卒業者は、私立女子高等普通学校の教員資格を指定される
- 1932年 - 梨花女子普通学校を廃止
- 1938年 - 「梨花高等女学校」（4年制）に改称
- 1946年 - 6年制の中学校に改編される[3]

## 著名な卒業生
- 柳寛順 - 三・一独立運動の独立運動家
- 康京和 - 外交部長官（外務大臣。2017年～）
- 李寧煕 - 作家。日本の万葉集は古代の朝鮮語で書かれていたとする著書『もう一つの万葉集』がベストセラーとなった
- ユン・ヨジョン - 女優
- 秦良恵 - 元韓国放送公社(KBS)アナウンサー